# Graysville (Alabama)
Graysville – miasto w Stanach Zjednoczonych, w stanie Alabama, w hrabstwie Jefferson. W roku 2023 miasto zamieszkiwało 1860 osób, a gęstość zaludnienia wynosiła 114,1 osoby/km².